# Cochórit
Cochórit (en idioma yaqui: Coxorim), también nombrada Playa el Cochórit, es una localidad balnearia del municipio de Empalme ubicada en el sur del estado mexicano de Sonora en la zona del valle de Guaymas y en la costa con el golfo de California. Según los datos del Censo de Población y Vivienda realizado en 2020 por el Instituto Nacional de Estadística y Geografía (INEGI), Cochórit tiene un total de 36 habitantes.
En el lugar habitaban nativos de las etnias guaima y yaqui en la época precolombina. Actualmente es un destino turístico moderadamente visitado en temporadas vacacionales por turistas nacionales.

## Geografía
Cochórit se sitúa en las coordenadas geográficas 27°55'06" de latitud norte y 110°46'25" de longitud oeste del meridiano de Greenwich, a una elevación de 4 metros sobre el nivel del mar.